# Rudolf Usinger
Rudolf August Usinger, född 7 juni 1835 i Nienburg, död 31 maj 1874 i Bremen, var en tysk historiker.
Usinger var lärjunge till Georg Waitz och leddes av denne in på förtjänstfulla studier av årsböckerna från Danmarks medeltid (Die dänischen Annalen und Chroniken des Mittelalters, 1861). Senare gav Usinger i Deutsch-dänische Geschichte 1189-1227 (1863) en grundig och opartisk framställning av detta viktiga tidsrum. Hans professur vid Greifswalds universitet 1865 och vid Kiels universitet 1868 ledde honom in på andra områden, intill hans tidiga bortgång.